# Vinnie Pasquantino
Vinnie Pasquantino (Richmond, Virginia, 10 de octubre de 1997) es un jugador profesional estadounidense de béisbol que se desempeña en la posición de primera base en Kansas City Royals, equipo de las Grandes Ligas de Béisbol (MLB).

## Carrera
Fue seleccionado en la undécima ronda en el Draft de la MLB de 2019. En 2022 hizo su debut profesional con el equipo Kansas City Royals, donde lleva jugando tres temporadas.